# 警察署前停留場
警察署前停留場（けいさつしょまえていりゅうじょう）は、愛媛県松山市勝山町二丁目にある伊予鉄道城南線の停留所である。停留所番号は17。市内電車（松山市内線）の1、2、3、5号線が使用する。

## 歴史
- 1926年（大正15年）5月2日 - 旧松山電気軌道線の線路付け替えにより、勝山町2丁目19番近辺に六角堂駅として開業[2]。
- 1944年（昭和19年）3月6日 - 六角堂駅廃止[2]。
- 1962年（昭和37年）3月18日 - 警察署前停留場として再開業[2]。

## 構造
連続勾配区間の電停で、勾配線上にある相対式ホーム2面2線の安全地帯を有する。

### のりば
| ホーム | 路線        | 行先                     |
| ------ | ----------- | ------------------------ |
| 東側   | ■1号線 環状 | 松山市駅行き             |
| 東側   | ■3号線      | 松山市駅行き             |
| 東側   | ■5号線      | JR松山駅前行き           |
| 西側   | ■2号線 環状 | 赤十字病院前・木屋町方面 |
| 西側   | ■3号線      | 道後温泉行き             |
| 西側   | ■5号線      | 道後温泉行き             |

## 周辺
- 愛媛県松山東警察署
- 東署前バス停
- 愛媛県中予地方局
- 愛媛県教育会館
- 愛媛県生活文化センター
- 松山地方気象台
- 六角堂稲荷
- 松山聖アンデレ教会
- 六時屋
- 労研饅頭 たけうち
- 自由民主党愛媛県支部連合会

近年電停南側住宅地（持田地区）の高さ規制が撤廃されたことから高層マンションの建築が進んでいる。

## 隣の停留場
伊予鉄道
環状線（■1号線・■2号線）・■3号線・■5号線
上一万停留場 (16) - 警察署前停留場 (17) - 勝山町停留場 (18)